# Gilbert Strang
William Gilbert Strang (znany jako Gilbert Strang, ur. 27 listopada 1934 w Chicago) – amerykański matematyk, rozwinął rachunek wariacyjny oraz analitykę fali. Profesor matematyki na uczelni Massachusetts Institute of Technology (MIT).

## Życiorys
Doktoryzował się na Uniwersytecie Kalifornijskim w Los Angeles w 1959. Od 1959 związany z MIT, w 1970 promowany na stanowisko profesora (full professor) na tej uczelni.
W 1977 nagrodzony przez MAA Nagrodą im. Williama Chauveneta (The Chauvenet Prize) za artykuł przeglądowy.
W 2007 nagrodzony Nagrodą im. Piotra Henrici (Henrici Prize) (przez SIAM) a także Nagrodą
im. Deborah i Franklina Teppera Haimo (Haimo Prize) (przez MAA).

## Dorobek
Autor ponad 150 publikacji oraz wielu podręczników akademickich, w tym:
- Gilbert Strang: Introduction to applied mathematics. Wellesley-Cambridge Press 1986. Wellesley, MA. ISBN 0-9614088-0-4
- Gilbert Strang: Linear algebra and its applications. Thomson, Brooks/Cole, 2006. Wydanie 4, Belmont, CA. ISBN 0-03-010567-6
- Gilbert Strang; Kai Borre: Linear algebra, geodesy, and GPS. Wellesley-Cambridge Press, 1997. Wellesley, MA. ISBN 0-9614088-6-3
- Gilbert Strang; Truong Nguyen: Wavelets and filter banks. Wellesley-Cambridge Press, 1996. Wellesley, MA. ISBN 0-9614088-7-1